# SN 2010ht
SN 2010ht – supernowa typu II-P odkryta 13 sierpnia 2010 roku w galaktyce A233447-1250. W momencie odkrycia miała maksymalną jasność 18,30m.